# Епархия Рухенгери
Епархия Рухенгери (лат. Dioecesis Ruhengeriensis) — епархия Римско-Католической церкви с центром в городе Рухенгери, Руанда. Епархия Рухенгери входит в митрополию Кигали.

## История
20 декабря 1960 года Римский папа Иоанн XXIII издал буллу «Cum Fidei», которой учредил епархию Рухенгери, выделив её из архиепархии Кабгайи (сегодня — Епархия Кабгайи) и епархии Ньюндо.
5 ноября 1981 года епархия Рухенгери передала часть своей территории для возведения новой епархии Бьюмбы.

## Ординарии епархии
- епископ Иосиф Сибомана (21.08.1961 — 5.09.1968) — назначен епископом Кибунго;
- епископ Фока Никвигизе (5.09.1968 — 5.01.1996);
- епископ Кизито Бахужимихиго (21.11.1997 — 28.08.2007) — назначен епископом Кибунго;
  - Sede vacante (2007—2012);
- епископ Винсент Харолимана (31.01.2012 — по настоящее время).

## Источник
- Annuario Pontificio, Libreria Editrice Vaticana, Città del Vaticano, 2003, ISBN 88-209-7422-3
- Булла Cum Fidei, AAS 53 (1961), стр. 538  (лат.)